# Gisbert Wesener
Gisbert Wesener (* 10. Februar 1902 in Aachen; † 16. Januar 1980 ebenda) war ein deutscher Facharzt für Haut- und Geschlechtskrankheiten.

## Leben
Wesener wurde als Sohn des Chefarztes Felix Wesener in Aachen geboren. Er studierte Humanmedizin an den Universitäten Bonn, Gießen, Erlangen und Würzburg. 1930 erhielt er die Approbation. 1932 wurde er in Würzburg mit einer Arbeit Über Keratitis disciformis promoviert. Anschließend war er in Breslau tätig. 1935 führte er als Facharzt in Gera zunächst eine Privatpraxis und übernahm 1952 als Chefarzt die Hautklinik der Städtischen Krankenanstalten Gera. 1958 übersiedelte er in die Bundesrepublik. 1959 eröffnete er eine dermatologisch-phlebologische Praxis in Aachen. Er war 1965 Schriftführer der Deutschen Arbeitsgemeinschaft für Phlebologie und ab 1969 Generalsekretär der Deutschen Gesellschaft für Phlebologie und Proktologie.

## Auszeichnungen und Ehrungen
- 1973: Bundesverdienstkreuz 1. Klasse
- 1977: Ernst-von-Bergmann-Plakette
- 1983: Erfurt, Med. Akad., Diss. A, 1987.